# Ctenophthalmus digitosignatus
Ctenophthalmus digitosignatus är en loppart som beskrevs av Volker Mahnert 1978. Ctenophthalmus digitosignatus ingår i släktet Ctenophthalmus och familjen mullvadsloppor. Inga underarter finns listade i Catalogue of Life.